# 九十式列車炮
九十式列車炮（日文：九〇式24cm列車砲或九〇式二十四糎列車加農）的輸入原本是為了東京灣要塞防衛需求於1926年（大正15年）向法國士乃德公司簽訂契約委託生產240公厘加農炮，加農炮於1928年3月製作完成運回日本國內，1930年服役，依皇紀編年命名模式稱為90式加農炮。

九一八事件後日本成功佔領東北，為了防衛蘇聯進攻，日本在滿州北部建立多座要塞，90式加農炮進行改裝由原本的岸防炮角色修改為列車炮，也是日本建軍以來第一款列車炮。負責運輸的動力車頭以及彈藥車交由日立製作所製造，1938年改裝完成，1941年12月8日運往滿洲國，在1942年從大連港以分解方式運往滿俄邊界的虎頭要塞擔任防禦任務，1945年蘇聯擊潰中國東北的日軍時正好在進行拆解保養因此沒有加入戰鬥，戰爭結束後下落不明，負責列車炮操作的19人炮班在戰後僅有5人回到日本國內。

目前戰史研究者推測此列車炮應該是被蘇聯人擄獲運回國內，然而主要承繼蘇聯資源的俄羅斯方面目前尚未有解密資料證實此事。